# Sport & Fitness
Sport & Fitness er en frivillig kæde af selvstændige motionscentre beliggende i Danmark og i Tyskland.  
Centrene ligger fortrinsvis i udkanten af byområder eller i forbindelse med hal-faciliteter i mindre byer. Administrationen for kæden ligger i Aarhus. 
Sport & Fitness kæden er en bemandet fitnesskæde med uddannet personale inden for funktionel træning, genoptræning, cardiotræning og holdtræning. 